# (73678) 1988 TY
1988 تي واي (ويعرف أيضًا باسم (73678) 1988 تي واي وفق تسمية الكوكب الصغير) (بالإنجليزية: 1988 TY)‏ هو كويكب ضمن حزام الكويكبات؛ وترتيبه 73678 من حيث الاكتشاف.
اكتُشف هذا الجُرم الفلكي بواسطة هيروشي كانيدا في 13 أكتوبر 1988.

## وصلات خارجية
- (73678) 1988 TY في قاعدة بيانات مختبر الدفع النفاث لأجرام النظام الشمسي الصغيرة

- الاكتشاف · مخطط المدار ·  العناصر المدارية · المعلمات المادية

- (73678) 1988 TY على موقع ويكي سكاي: DSS2, SDSS, GALEX, IRAS, Hydrogen α, X-Ray, Astrophoto, Sky Map, Articles and images